# Андреа Маси
Андреа Маси (енгл. Andrea Masi; 30. март 1981) је италијански професионални рагбиста, који тренутно игра за енглеског премијерлигаша Воспс.

## Биографија
Висок 186цм и тежак 92кг, Андреа Маси је универзалан играч (енгл. Utility back), повремено је играо отварача, центра, крило, али најчешће игра на позицији аријера (енгл. Full back). У каријери Маси је играо за Лаквилу, Виадану, Олимпик Биариц, Расинг 92 и Аирони, а 2012. је прешао у један од најтрофејних енглеских клубова Воспс. За италијанску репрезентацију Маси је одиграо 95 утакмица и постигао 65 поена.